# Cantonul Pau-2
Cantonul Pau-2 este un canton francez din departamentul Pyrénées-Atlantiques.

## Istorie
Un nou decupaj teritorial al departamentului Pyrénées-Atlantiques a intrat în vigoare în 2015. Acesta a fost definit prin decretul din 25 februarie 2014, în aplicarea legilor din 17 mai 2013 (legea organică 2013-402 și legea 2013-403).
Cantonul Pau-2 este format din comuna Idron, care provine din fostul canton Pau-Est, și o parte a comunei Pau. Acesta este complet inclus în arondismentul Pau, iar centrul cantonal se află la Pau.

## Compoziție
Cantonul Pau-2 cuprinde comuna Idron și partea din comuna Pau situată la est de o linie definită de axa următoarelor străzi și limite: de la limita teritorială a comunei Buros, pe avenue de Buros, avenue du Loup, rue Jean-Moulin, rue Léon-Jouhaux, boulevard Tourasse, avenue du Loup, avenue Honoré-Baradat, rue Jean-Jaurès, rue Anatole-France, avenue du Loup, rue Jean-Jacques-de-Monaix, avenue des Lilas, avenue de Rousse, allée de Morlàas, avenue Blé-Moullé, avenue du Maréchal-Leclerc, rond-point Yitzhak-Rabin, avenue Alfred-Nobel, până la limita teritorială a comunei Bizanos.

## Date demografice
În 2021, cantonul avea 24.011 locuitori, înregistrând o scădere cu +2,79% față de 2015 (Pyrénées-Atlantiques: +3,43%, Franța fără Mayotte: +5,44%).